# ...Featuring
Albums de Norah Jones
The Fall
(2009) Little Broken Hearts
(2012)
...Featuring Norah Jones est un album de compilation de l'artiste américaine Norah Jones, sorti le 12 novembre 2010 chez Blue Note Records. L'album rassemble différents titres réalisés en duos au cours de la carrière de Jones, avec des artistes tels que Ray Charles, Willie Nelson, Dolly Parton, OutKast et Foo Fighters. La chanson More Than This, reprise de Roxy Music, a été enregistrée en 2001 avec le guitariste Charlie Hunter alors que Little Lou, Ugly Jack, Prophet John, un duo avec Belle and Sebastian qui apparaît également sur leur nouvel album Write About Love, est le titre le plus récent.
Le titre Here We Go Again, en duo avec Ray Charles, est inclus de l'album Genius Loves Company qui a remporté le Grammy Award de l'album de l'année en 2005.

## Liste des titres

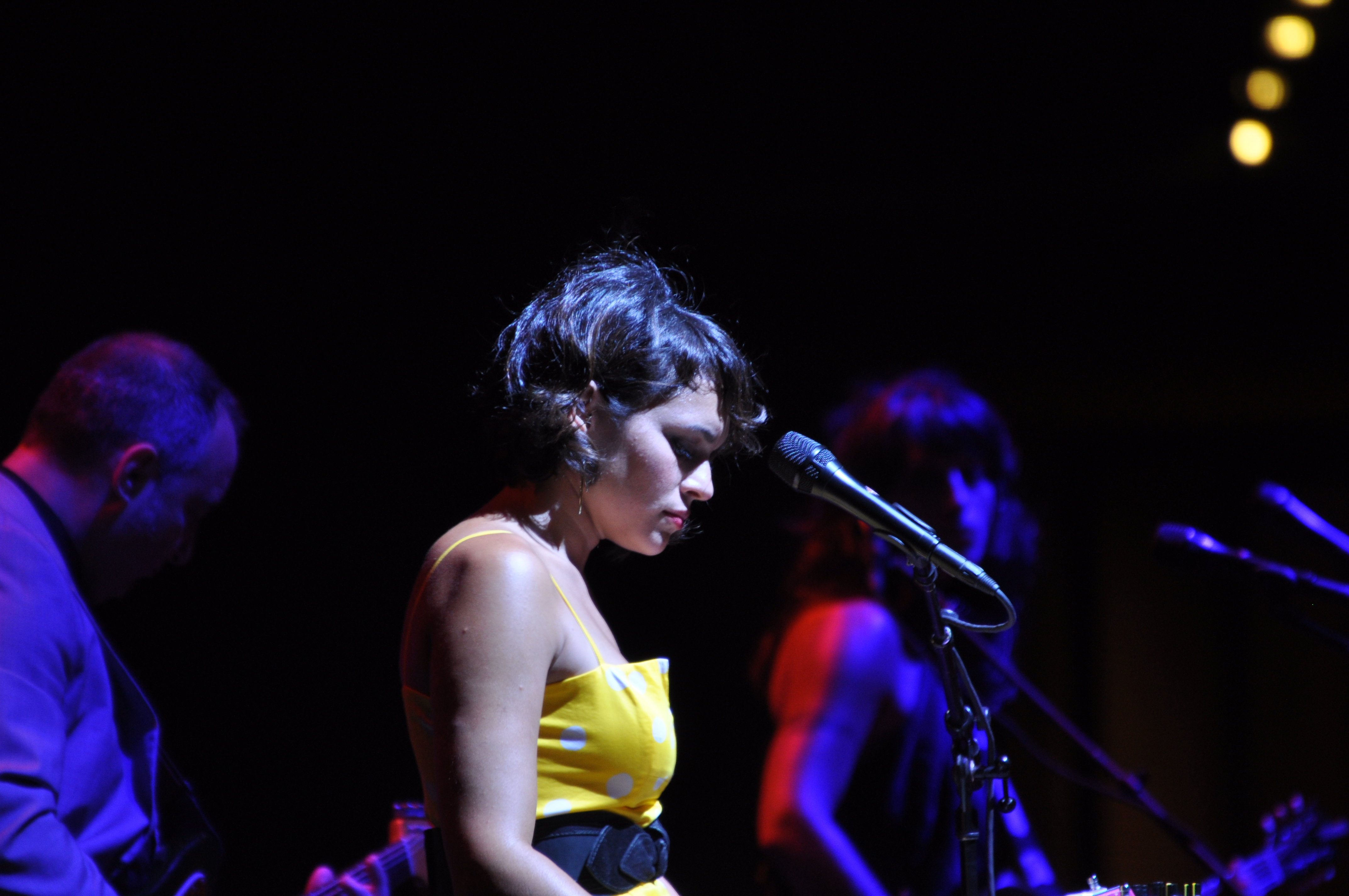
La chanteuse Norah Jones en concert à l'Auditorium Parco della Musica, à Rome, en juillet 2010.

| 1.    | Love Me                             | The Little Willies              | 3:51 |
| 2.    | Virginia Moon                       | Foo Fighters                    | 3:51 |
| 3.    | Turn Them                           | Sean Bones                      | 4:03 |
| 4.    | Baby It's Cold Outside              | Willie Nelson                   | 3:58 |
| 5.    | Bull Rider                          | Sasha Dobson                    | 2:59 |
| 6.    | Ruler of My Heart                   | Dirty Dozen Brass Band          | 3:31 |
| 7.    | The Best Part                       | El Madmo                        | 3:11 |
| 8.    | Take Off Your Cool                  | OutKast                         | 2:45 |
| 9.    | Life Is Better                      | Q-Tip                           | 4:09 |
| 10.   | Soon the New Day                    | Talib Kweli                     | 5:15 |
| 11.   | Little Lou, Ugly Jack, Prophet John | Belle & Sebastian               | 3:05 |
| 12.   | Here We Go Again                    | Ray Charles                     | 3:25 |
| 13.   | Loretta                             | Gillian Welch et David Rawlings | 2:56 |
| 14.   | Dear John                           | Ryan Adams                      | 4:09 |
| 15.   | Creepin'In                          | Dolly Parton                    | 5:15 |
| 16.   | Court & Spark                       | Herbie Hancock                  | 3:05 |
| 17.   | More Than This                      | Charlie Hunter                  | 3:25 |
| 18.   | Blue Bayou                          | M. Ward                         | 2:56 |
| 71:15 |                                     |                                 |      |

## Certifications
| Région                                                               | Certification | Ventes/Streams |
| -------------------------------------------------------------------- | ------------- | -------------- |
| Canada (Music Canada)                                                | Or            | 40 000^        |
| Pologne (ZPAV)                                                       | Or            | 10 000*        |
| *Ventes selon la certification ^Mise en rayon selon la certification |               |                |